# Centrodontus atlas
Centrodontus atlas är en insektsart. Centrodontus atlas ingår i släktet Centrodontus och familjen hornstritar.

## Underarter
Arten delas in i följande underarter:
- C. a. reticulatus
- C. a. paucivenosus
- C. a. atlas